# Serényi család

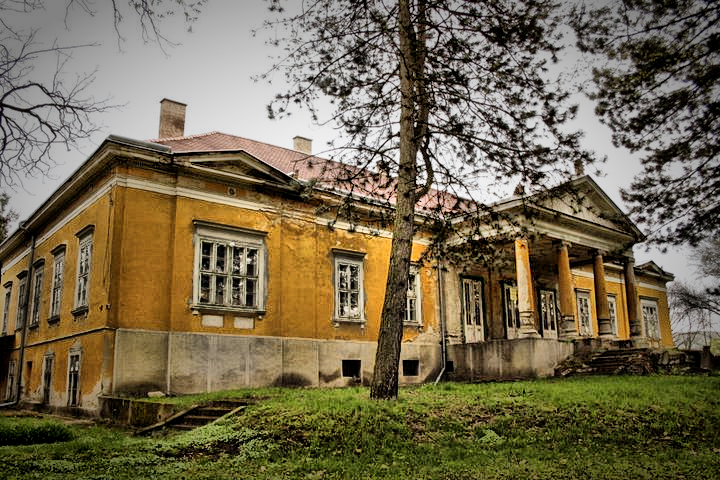
A putnoki Serényi-kastély

A kisserényi nemes, báró és gróf Serényi család egy magyar főnemesi család, melynek leszármazottai ma is élnek.

## Története
A Serényiek eredete és pontos leszármazása eddig még felderítetlen. A család egy András nevű tagja I. Lajos oldalán harcolt az 1345-ös zárai csatában, ahol el is esett. Serényi Ferenc II. Lajos alkincstárnoka volt, 1518-ban testvéreivel együtt nemességet kapott. 1531-től a pozsonyi kamara tanácsosaként, majd királyi adószedőként is dolgozott. Mihály 1592-ben Fülek és Szendrő várkapitánya volt, 1596-ban a családból elsőként kapott bárói címet, ez a cím azonban akkor még csak Csehországra vonatkozott. Neki gyermeke nem volt, így a bárói címet négy unokaöccse ismét megkapta 1623-ban. Közülük az egyik, Gábor udvari tanácsos volt, majd Morvaország tartományi kapitánya, több uradalmat is megszerzett, 1656-ban pedig személyében a Serényiek grófi címet is kaptak. Ettől kezdve a család komoly birtokokkal rendelkezett Morvaországban is.

## Jelentősebb családtagok
- Serényi Béla (1866–1919) államtitkár, tanácsos, földművelésügyi miniszter
- Serényi Gábor (1615–1664) tanácsos, Morvaország tartományi kapitánya
- Serényi János Károly (?–1691) altábornagy, kamarás, a haditanács elnöke
- Serényi Miklós (1898–1970) nacionalista politikus

## Kapcsolódó szócikk
- Serényi-kastély (egyértelműsítő lap)